# Liste der denkmalgeschützten Objekte in Zemendorf-Stöttera
Die Liste der denkmalgeschützten Objekte in Zemendorf-Stöttera enthält die 15 denkmalgeschützten, unbeweglichen Objekte der Gemeinde Zemendorf-Stöttera.

## Denkmäler
| Foto |                 | Denkmal                                                                                            | Standort                                                                     | Beschreibung | Metadaten |
| ---- | --------------- | -------------------------------------------------------------------------------------------------- | ---------------------------------------------------------------------------- | --- | --- |
| ja   | Datei hochladen | Figurenbildstock, hl. Johannes Nepomuk HERIS-ID: 24114 Objekt-ID: 20489                            | Hauptstraße 21 Standort KG: Stöttera                                         | Der an der Hauptstraße stehende Figurenbildstock wurde 1737 errichtet. | BDA-Hist.: Q37881986 Status: § 2a Stand der BDA-Liste: 2025-06-30 Name: Figurenbildstock, hl. Johannes Nepomuk GstNr.: 25/1                                                                                   |
| ja   | Datei hochladen | Kath. Filialkirche, Zur Kreuzerhöhung HERIS-ID: 24111 Objekt-ID: 20486                             | Hauptstraße 52 Standort KG: Stöttera                                         | Die Kirche wurde 1826 erbaut, der Turmbau erfolgte 1900. Der Hochaltar wurde 1909 von Josef Rifesser geschaffen. | BDA-Hist.: Q37881969 Status: § 2a Stand der BDA-Liste: 2025-06-30 Name: Kath. Filialkirche, Zur Kreuzerhöhung GstNr.: 119 Filialkirche zur Kreuzerhöhung, Stöttera                                            |
| ja   | Datei hochladen | Figurenbildstock, Mariensäule HERIS-ID: 24117 Objekt-ID: 20492                                     | Sportplatz Standort KG: Stöttera                                             | Der Bildstock ist mit einer „Glockenmadonna“ (Eisenstädter Gnadenbild) und Reliefen gestaltet und wurde 1676 errichtet. | BDA-Hist.: Q37882044 Status: § 2a Stand der BDA-Liste: 2025-06-30 Name: Figurenbildstock, Mariensäule GstNr.: 305/1                                                                                           |
| ja   | Datei hochladen | Figurenbildstock, Gnadenstuhl HERIS-ID: 24116 Objekt-ID: 20491                                     | Waldstraße 12a Standort KG: Stöttera                                         | | BDA-Hist.: Q37882028 Status: § 2a Stand der BDA-Liste: 2025-06-30 Name: Figurenbildstock, Gnadenstuhl GstNr.: 2329                                                                                            |
| ja   | Datei hochladen | Figurenbildstock, Antonipfeiler HERIS-ID: 23250 Objekt-ID: 19601                                   | Hirmer Landstraße Standort KG: Stöttera                                      | Der Bildstock befindet sich an der Straße zwischen Hirm und Kleinfrauenhaid und wurde 1682 gebaut. | BDA-Hist.: Q37875231 Status: § 2a Stand der BDA-Liste: 2025-06-30 Name: Figurenbildstock, Antonipfeiler GstNr.: 2980                                                                                          |
| ja   | Datei hochladen | Sebastianssäule HERIS-ID: 24122 Objekt-ID: 20497                                                   | bei Kirchenplatz 2 Standort KG: Zemendorf                                    | | BDA-Hist.: Q37882096 Status: § 2a Stand der BDA-Liste: 2025-06-30 Name: Sebastianssäule GstNr.: 41 |
| ja   | Datei hochladen | Kath. Filialkirche hl. Michael HERIS-ID: 24119 Objekt-ID: 20494                                    | Kirchenplatz 2 Standort KG: Zemendorf                                        | Die Kirche ist ein einfacher klassizistischer Bauch von 1824. Am einfach gestalteten Altar befindet sich eine Nachbildung der Mariazeller Muttergottes.                                                                                             | BDA-Hist.: Q37882062 Status: § 2a Stand der BDA-Liste: 2025-06-30 Name: Kath. Filialkirche hl. Michael GstNr.: 40 Filialkirche hl. Michael, Zemendorf                                                         |
| ja   | Datei hochladen | Pfarrhof HERIS-ID: 24106 Objekt-ID: 20481                                                          | Kleinfrauenhaid 8 Standort KG: Zemendorf                                     | Der Pfarrhof wurde im 19. Jahrhundert erbaut. | BDA-Hist.: Q37881905 Status: § 2a Stand der BDA-Liste: 2025-06-30 Name: Pfarrhof GstNr.: 857/1 |
| ja   | Datei hochladen | Figurenbildstock hl. Johannes Nepomuk HERIS-ID: 24107 Objekt-ID: 20482                             | bei Kleinfrauenhaid 8 Standort KG: Zemendorf                                 | Der Sockel der Steinstatue des hl. Johannes Nepomuk weist ein Chronogramm des Jahres 1736 auf. | BDA-Hist.: Q37881920 Status: § 2a Stand der BDA-Liste: 2025-06-30 Name: Figurenbildstock hl. Johannes Nepomuk GstNr.: 865 Statue of John of Nepomuk (Kleinfrauenhaid)                                         |
| ja   | Datei hochladen | Heilig-Geist-Kapelle HERIS-ID: 24127 Objekt-ID: 20502                                              | bei Kleinfrauenhaid 10 Standort KG: Zemendorf                                | Die Friedhofskapelle ist im Unterbau romanisch; ihr frühgotischer Oberbau wurde 1718 umgestaltet. Sie dient nun als Kriegergedächtniskapelle. | BDA-Hist.: Q37882130 Status: Bescheid Stand der BDA-Liste: 2025-06-30 Name: Heilig-Geist-Kapelle GstNr.: 855 Hl. Geist-Kapelle, Kleinfrauenhaid                                                               |
| ja   | Datei hochladen | Pfarr- und Wallfahrtskirche Mariae Himmelfahrt in Kleinfrauenhaid HERIS-ID: 24104 Objekt-ID: 20479 | Kleinfrauenhaid 12 Standort KG: Zemendorf                                    | Die Kirche wurde anstelle eines älteren Baus vor 1700 errichtet, das von Fürst Esterházy gestiftete Gnadenbild macht die Kirche bis heute zum Wallfahrtsort. Der pilastergeschmückte Turm mit Zwiebelhelm ist ein späterer Anbau aus dem Jahr 1778. | BDA-Hist.: Q1899600 Status: Bescheid Stand der BDA-Liste: 2025-06-30 Name: Pfarr- und Wallfahrtskirche Mariae Himmelfahrt in Kleinfrauenhaid GstNr.: 853 Wallfahrtskirche Mariae Himmelfahrt, Kleinfrauenhaid |
| ja   | Datei hochladen | Mausoleum Rothermann HERIS-ID: 24105 Objekt-ID: 20480                                              | Kleinfrauenhaid 12 Standort KG: Zemendorf                                    | Das Mausoleum der Familie Rothermann an der Nordfront der Pfarr- und Wallfahrtskirche stammt aus der 2. Hälfte des 19. Jahrhunderts und weist plastischen Schmuck aus Terrakotta auf.                                                               | BDA-Hist.: Q37881886 Status: Bescheid Stand der BDA-Liste: 2025-06-30 Name: Mausoleum Rothermann GstNr.: 853 Mausoleum Rothermann, Zemendorf                                                                  |
| ja   | Datei hochladen | Figurenbildstock Christus in der Rast HERIS-ID: 24120 Objekt-ID: 20495                             | neben Weinberggasse 19 Standort KG: Zemendorf                                | Der Bildstock steht in den südlichen Weinbergen und stammt aus der zweiten Hälfte des 17. Jahrhunderts. Es handelt sich um einen Schmerzensmann auf einem übertünchten Steinpfeiler.                                                                | BDA-Hist.: Q37882075 Status: § 2a Stand der BDA-Liste: 2025-06-30 Name: Figurenbildstock Christus in der Rast GstNr.: 3690                                                                                    |
| ja   | Datei hochladen | Figurenbildstock Maria Immaculata HERIS-ID: 24108 Objekt-ID: 20483                                 | gegenüber Pöttschinger Straße 2a Standort KG: Zemendorf                      | Die Säule des Figurenbildstocks ist mit 1894 bezeichnet. | BDA-Hist.: Q37881936 Status: § 2a Stand der BDA-Liste: 2025-06-30 Name: Figurenbildstock Maria Immaculata GstNr.: 3383                                                                                        |
| ja   | Datei hochladen | Bildstock HERIS-ID: 24110 Objekt-ID: 20485                                                         | Zemendorf-Mitterweg, gegenüber Pöttschinger Straße 15 Standort KG: Zemendorf | | BDA-Hist.: Q37881954 Status: § 2a Stand der BDA-Liste: 2025-06-30 Name: Bildstock GstNr.: 837 |